# Primulina guihaiensis
Primulina guihaiensis là một loài thực vật có hoa trong họ Tai voi. Loài này được Y.G.Wei, B.Pan & W.X.Tang mô tả khoa học đầu tiên năm 2007 dưới danh pháp Chirita guihaiensis. Năm 2011, Mich.Möller & A.Weber chuyển nó sang chi Primulina.